# 190 a.C.
Il 190 a.C. (CXC a.C. in numeri romani) è un anno  del II secolo a.C.

## Eventi
- Battaglia di Magnesia combattuta tra Romani e Seleucidi.
- La dinastia Artasside fu fondata in Armenia dal re Artassio I
- 14 marzo, eclissi solare vista a Roma[1].

## Nati
- Ipparco di Nicea, astronomo e geografo greco antico († 120 a.C.)
- Servio Sulpicio Galba, politico e militare romano († 135 a.C.)

## Morti
- Apollonio di Perga, matematico e astronomo greco antico (n. 262 a.C.)
- Quinto Fabio Pittore, politico e storico romano